# Lalande-de-pomerol (AOC)
Pour la commune, voir Lalande-de-Pomerol.
Le lalande-de-pomerol est un vin rouge français d'appellation d'origine contrôlée produit sur les communes de Lalande-de-Pomerol et de Néac.
Il s'agit d'une appellation du vignoble du Libournais, une des subdivisions du vignoble de Bordeaux. Sa proximité avec l'aire de production du pomerol, qui est un peu plus au sud (les deux appellations sont séparées par une rivière, la Barbanne), fait qu'elle a toujours été dans l’ombre de ce grand vin rouge : Lalande-de-Pomerol est souvent présentée comme un « satellite » de Pomerol. Lalande est plus vaste, avec une aire de production de 1 130 ha.

## Histoire
Sous l'Ancien Régime, la paroisse portait le nom de « Saint-Jean de Lalande en Puynormand » (car faisant partie de l'ancienne baronnie de Puynormand) ; durant la Révolution, elle devient la commune de « La Lande-de-Libourne », puis « Lalande-de-Libourne ». En 1903, ses viticulteurs se font interdire d'appeler leurs vins du « Lalande de Pomerol » (sur plainte des Pomerolais), d'où les demandes de changement du nom de la commune en 1908, 1932 et 1936, déboutées. Le renommage en Lalande-de-Pomerol date du 21 décembre 1978.
L'appellation a été reconnue par le décret du 8 décembre 1936, mais à l'époque limitée à la seule commune de Lalande-de-Pomerol ; une appellation « néac », réservée aux vins de la commune éponyme, est créée par un décret du même jour. Puis le décret du 2 septembre 1954 autorise les vignes situées à Néac à produire du lalande-de-pomerol (au nom plus vendeur); mais les syndicats viticoles de Pomerol et de Lalande-de-Pomerol font un recours auprès du Conseil d'État, qui les déboute. Depuis lors, l'appellation néac n'a pas fait l'objet d'un décret d'abrogation et n'est désormais revendiquée par aucun producteur; elle disparaît de la liste des AOC en 2012. Les dernières modifications du cahier des charges du lalande-de-pomerol furent effectuées en 2009, 2011 puis 2012.
Pour défendre cette appellation, l'« Association syndicale de lutte contre le phylloxera » (renommée ensuite « syndicat viticole de Lalande-de-Pomerol ») fut créé en 1884 afin d'unir les efforts des vignerons. Il a été rejoint en 1985 par la confrérie des Baillis de Lalande-de-Pomerol. Placée pendant un temps sous la présidence d'honneur du commandant Jacques-Yves Cousteau, la confrérie a pour but de porter plus haut, plus fort et dans la convivialité, le pavillon de Lalande-de-Pomerol.

## Vignoble
Le territoire de l’AOC lalande-de-pomerol est situé à une cinquantaine de kilomètres à l’est de l’agglomération de Bordeaux, à proximité nord de la ville de Libourne. En 2008, la surface produisant le lalande-de-pomerol était de 1 130 hectares. En 2023, cette surface est de 1 102 ha.

### Géologie
La zone viticole est disposée en terrasses alluviales successives et couvre deux communes. Sur Lalande-de-Pomerol, il s'agit surtout de la terrasse formée lors de la glaciation de Würm (la dernière période glaciaire) ; sur Néac, de celle plus ancienne remontant à la glaciation de Günz.
Les sols sont constitués d'un mélange d'argiles, de graves et même de sables dans la partie ouest, à proximité de la rivière. Dans certaines zones, l’argile est présente sur de belles profondeurs. La nature de ces terrains convient parfaitement au merlot, qui représente la majorité de l’encépagement,.

### Encépagement
Le merlot largement dominant, apporte rondeur et finesse. Le cabernet franc donne au vin sa charpente et un riche bouquet ; enfin le cabernet sauvignon, moins fréquent, offre des robes veloutées et de grandes possibilités de vieillissement.
En termes de cahier des charges, l'encépagement doit respecter les règles suivantes : les cépages principaux sont le cabernet franc N, le cabernet-sauvignon N, le côt N (aussi appelé malbec) et le merlot N et les cépages accessoires sont le carménère N et le petit verdot. La seule règle d'assemblage est la proportion de l’ensemble des cépages accessoires soit inférieure ou égale à 10 % de l’encépagement.
Les raisins doivent présenter une richesse en sucre supérieure à 194 grammes par litre de moût, pour le cépage merlot N et 180 grammes par litre de moût pour les autres cépages. En outre, les doivent présenter un titre alcoométrique volumique naturel minimum de 11 %.

### Rendements
Selon le cahier des charges, le rendement est fixé à 53 hectolitres par hectare et le rendement butoir à 65 hectolitres par hectare.
Pour référence, en 2008, le volume produit a été de 61 400 hectolitres.
Les rendements moyens déclarés récemment sont :
| Année | Superficie (ha) | Production (hl) | Rendement (hl/ha) |
| ----- | --------------- | --------------- | ----------------- |
| 2019  | 1 148           | 51 918          | 45                |
| 2020  | 1 149           | 46 809          | 41                |
| 2021  | 1 131           | 26 953          | 24                |
| 2022  | 1 138           | 41 516          | 36                |
| 2023  | 1 103           | 50 196          | 46                |
| 2024  | 1 112           | 27 441          | 25                |

## Vins

### Dégustation
L’appellation lalande-de-pomerol produit des vins élégants avec une robe d’un rubis-grenat foncé.
Il développe un bouquet puissant et riche. Outre les petits fruits rouges (groseille, fraise, cerise ou framboise), sa palette comporte des arômes de vanille, de pain grillé, d'épices, de fruits confits ou de pruneau. On note aussi des touches de truffe et de sous-bois. Dans les grands millésimes et avec l'âge, la gamme peut être encore plus étendue, avec des notes de coco, de cacao, d'animal, de cuir et de gibier,.
La bouche est solide, charnue, ample, veloutée et parfumée, avec des tanins bien présents dès l’attaque mais jamais durs, car leur trame est très serrée.
Le lalande-de-pomerol s'associe avec la viande rouge, le petit gibier et les fromages (dont le maroilles).

### Hiérarchie des prix
Le prix de vente des vignes ayant droit à l'appellation lalande-de-pomerol est officiellement en 2023 de 180 000 euros l'hectare en moyenne (variant entre 150 000 et 300 000 €), tandis que pour l'appellation pomerol elles se vendent à 2 000 000 € (d'1,3 à 7 millions d'€), à comparer avec ceux d'un hectare de l'appellation générique bordeaux rouge à 9 000 €/ha (de 4 000 à 17 000) ou de la terre agricole en Gironde qui est à une moyenne de 7 590 €/ha.
Pour une comparaison entre les appellations, on peut prendre les prix pratiqués (en € pour une tonneau de 900 litres) officiellement pour le calcul des fermages en 2023, qui fournissent une hiérarchie :
- 833,5 € (92,5 €/hl) pour du bordeaux rouge ;
- 1 448 € (161 €/hl) pour du fronsac ;
- 1 882 € (209 €/hl) pour du canon-fronsac ;
- 2 008 à 2 428 € (223 à 270 €/hl) pour des lussac-saint-émilion, montagne-saint-émilion, saint-georges-saint-émilion ou puisseguin-saint-émilion ;
- 3 708 € (412 €/hl) pour du saint-émilion ;
- 3 957 € (439,5 €/hl) pour du lalande-de-pomerol ;
- 9 230 € (1 025,5 €/hl) pour du pomerol.

Les prix dans le commerce sont évidemment bien plus élevés, variant considérablement en fonction du nom du producteur.

### Principaux producteurs
- Château Tournefeuille
- Clos des moines
- Château des Annereaux
- Château de Musset
- Château Moulin de Sales
- Château Bourseau
- Château de L'Evéché
- Château Moulin de Sales
- Château Pierrefitte
- Château Perron
- Château Perron La Fleur
- Château Altimar
- Château Haut Chatain
- Château Âme de Musset
- Château Trésor du Grand Moine
- Château Boujut
- Château Canon Chaigneau
- Château de Roquebrune
- Château de Viaud
- Château du Grand Chambellan
- Château Haut-Chaigneau
- Château Jean de Gué
- Clos La Petite Croix
- Clos des Tuileries
- Château La Fleur de Bouard
- Château La Garenne
- Château Laborde
- La Chenade
- Château Vieille Dynastie
- Château des Moines
- Domaine du Grand Ormeau
- Domaine les Chagnasses
- Chateau la faurie maison neuve
- Château Siaurac
- Château de Bel Rose
- Vieux Chateau Gachet
- Vignobles Bedrenne